# 125-та піхотна дивізія (Третій Рейх)
125-та піхотна дивізія (Третій Рейх) (нім. 125. Infanterie-Division) — піхотна дивізія Вермахту за часів Другої світової війни.

## Історія
125-та піхотна дивізія була сформована 5 жовтня 1940 на фондах частин 5-ї, 260-ї піхотних дивізій й деяких підрозділів 25-ї моторизованої дивізії на навчальному центрі Мюнзінген (нім. Truppenübungsplatz Münsingen) поблизу Штутгарту під час 11-ї хвилі мобілізації Вермахту в V-му військовому окрузі.

## Райони бойових дій
- Німеччина (жовтень 1940 — березень 1941);
- Югославія (квітень — травень 1941);
- Австрія (травень — червень 1941);
- СРСР (південний напрямок) (червень 1941 — липень 1942);
- СРСР (Кавказ, Кубань) (серпень 1942 — вересень 1943);
- СРСР (південний напрямок) (вересень 1943 — березень 1944).

## Командування

### Командири
- генерал-майор, з 1 серпня 1942 генерал-лейтенант Вільгельм Шнеккенбургер (нім. Willi Schneckenburger) (5 жовтня 1940 — 24 грудня 1942);
- оберст, з 1 березня 1943 генерал-майор, з 1 жовтня 1943 генерал-лейтенант Гельмут Фрібе (нім. Helmut Friebe) (24 грудня 1942 — 31 березня 1944).